# Théorine Aboa Mbeza
Théorine Aboa Mbeza (25 de agosto de 1992) é uma voleibolista camaronesa.

## Carreira
Théorine Aboa Mbeza em 2016, representou a Seleção Camaronesa de Voleibol Feminino nos Jogos Olímpicos de Verão no Rio de Janeiro, que foi 12º colocada.